# Sint-Dionysiuskerk (Geluwe)

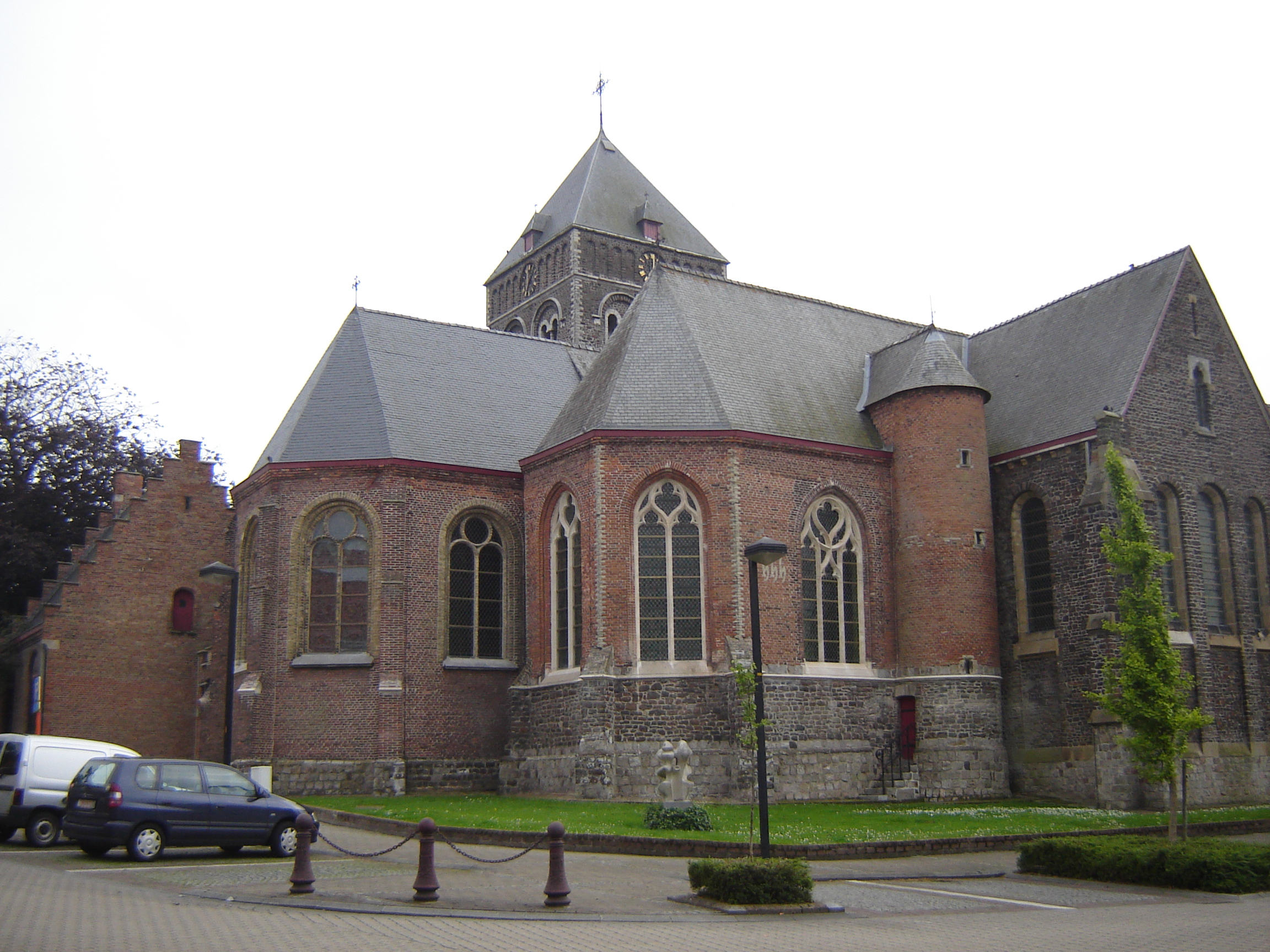
Achterzijde van de kerk

De Sint-Dionysiuskerk is de kerk van de Sint-Dionysiusparochie van het Belgische dorp Geluwe. Ze bevindt zich in het centrum op de Sint Denijsplaats.
Het heilige Dionysius is de patroonheilige van de kerk.

## Geschiedenis
De oorspronkelijke kerk dateert waarschijnlijk uit de 11e eeuw en was gebouwd in Romaanse stijl. Het ijzerzandsteen gebruikt bij de bouw van de kerk, was in die tijd enorm populair om kerken mee te bouwen en in overvloed aanwezig in de streek rond Ieper.
Het oudste geschreven document over de kerk dateert uit de 12e eeuw. Hierin wordt gezegd dat bisschop Anselmus van Doornik het “altare de Gelewe” schonk aan het St.-Pieterskapittel van Rijsel. Deze schenking omvatte hierbij ook het recht op inkomsten van de kerk en de verplichting te zorgen voor een pastoor in de parochie.
Bevolkingsaangroei vanaf de 15e eeuw zorgde ervoor dat de kerk moest vergroten. De eerste fase moesten we situeren in het jaar 1555. Het “O. L. Vrouwekoor” werd toegevoegd aan het kerkgebouw, gebouwd uit baksteen. Het jaartal van deze gebeurtenis staat nog steeds ingemetseld in de muur van het noorderkoor. De vensters die gebruikt werden, waren in gotische stijl.
In 1566, bij de uitbraak van de Beeldenstorm, ging al het in de kerk verloren. Het altaar werd verwoest en alle beelden en grafzerken aan stukken geslagen. Twaalf jaar later roofden de Geuzen, Schotse huurlingen in dienst van Willem van Oranje, het zilverwerk en de klok in de kerktoren. De toren zelf werd in brand gestoken. In 1580 werd de kerk zelf door een brand geteisterd.
Wanneer de probleemperiode eindelijk afgelopen was, werd de parochie opgedragen om de kerk te herstellen. Een speciale Koninklijke toestemming werd aangevraagd om drie jaar opeenvolgend een belasting in te voeren. De opbrengsten van dit inkomen heeft vermoedelijk de kosten gefinancierd om het O. L. Vrouwekoor door te trekken tot aan de westgevel. Naast deze extra belasting, voelde men zich ook verplicht om het puin te benutten. De vier moerpijlers die de oude kerktoren ondersteunden waren gevormd uit een bont samenraapsel van ijzerzandsteen, steen van Doornik, Arras en Baeleghem, veelkleurige tegels, gebeitelde kruisen en zelfs drie zerkstenen. Alles wat men kon vinden, werd ook gebruikt.
De volgende fase in de aanpassingswerken situeren we in het jaar 1717. Het middenkoor werd oostwaarts geplaatst, waar het gloednieuwe Sint-Denijskoor geplaatst werd. Vermoedelijk boden de twee zijkoren op een bepaalde ogenblik niet langer genoeg ruimte. Als gevolg werden ze beiden verlengd: het O.L. Vrouwekoor in 1740 en het Sint-Denijskoor in 1754. Gedenkstenen vereeuwigen beide jaartallen.
Pastoor E.H. Devaere besliste in 1910 om de kerktoren, die bouwvallig was geworden, te verplaatsen naar de zuidkant. Plannen hiervoor waren reeds in de 19e eeuw gemaakt, maar kwamen nooit tot uitvoering. De toren stond oorspronkelijk in het midden van de kerk, steunend op vier zwaarlijvige moerpijlers. Door hem te verplaatsen wilde hij het zicht op het hoofdaltaar verbeteren. De nieuwe toren zou deel uitmaken van een kruisbeuk, in romaanse stijl gebouwd met ijzersteen. Ook de kruisbeuk aan de noordkant werd onmiddellijk verlengd. De Commissie van Monumenten verplichtte de bouwers de voorgevel van de kerk met roestbruine zandsteen te bekleden en de vensters in romaanse stijl te verbouwen. Tijdens de verbouwingswerken maakte men ook plaats voor een nieuwe en ruime sacristie.
Met een pas afgewerkte kerk brak de Eerste Wereldoorlog uit. Het dak en de vloer van de kerk moest eraan geloven. De klokken werden door de Duitsers afgehaald en meegevoerd op 17 juli 1917. Met de kerk in verval, werden de Geluwnaren bijgestaan door het Amerikaanse Rode Kruis. Een ruime barak werd gebouwd naast de kerk die dienstdeed als kerk en school. Pas in 1926 werd het gebouw terug in ere hersteld.
Ook tijdens de Tweede Wereldoorlog kreeg de kerk het erg te verduren. De Duitse bezetter nam er zijn intrek en nam op het einde terug de klokken mee naar Duitsland om er versmolten te worden tot kanonnen. Gelukkig werden ze gaaf teruggevonden in Hamburg en in 1945 teruggebracht naar Geluwe.
In 1957 kwam er een einde aan de traditie van de klokkenluider met de goedkeuring van de gemeenteraad om het systeem te automatiseren. Tot dan toe had Jeanske Dejonghe niet minder dan 40 jaar lang elke dag de klokken tot gehoor gebracht.

## Inrichting

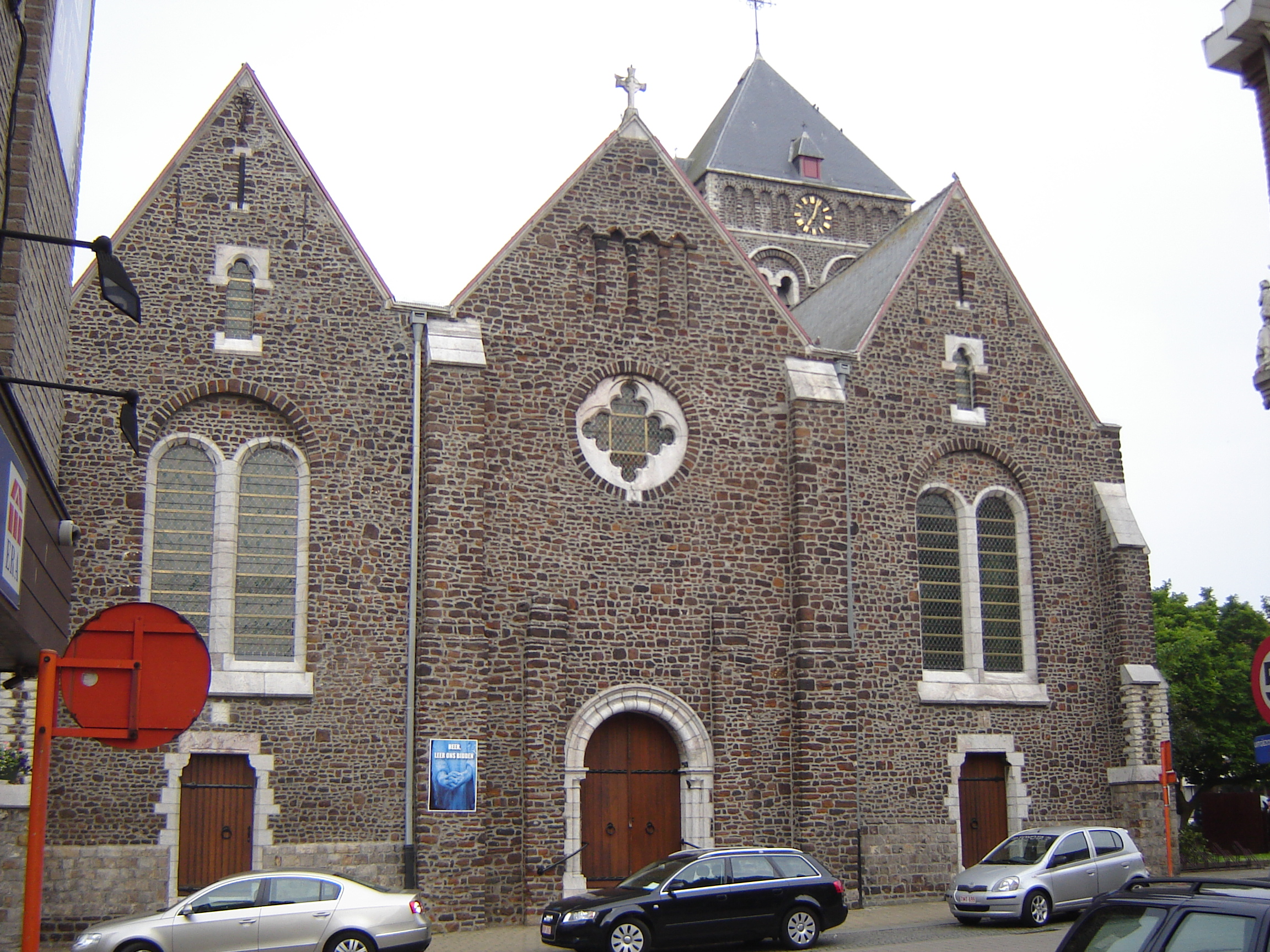
Voorzijde van de kerk

### Biechtstoel
In de kerk bevindt zich een biechtstoel, vermoedelijk uit het jaar 1696.

### Schilderijen
- De kruisafneming werd geschilderd omstreeks 1695. Het werk werd gemaakt door Nicolaas Van de Velde uit Ieper uit respect voor zijn overleden broer die pastoor was in Geluwe.
- Rondom de kerk staan de veertien staties van de kruisweg op doek afgebeeld. Het is een werk van Eugeen van Maldegem, geschilderd in 1863. Oud-burgemeester Vuylsteke schonk de werken aan de kerk.
- Drie andere schilderen, “De Emmausgangers”, “De Marteldood van St.-Sebastiaan” en “De aanbidding van de herders”, zouden eveneens geschilderd zijn door Nicolaas Van de Velde. Toch zijn er twijfels. “De aanbidding van de herders” is een kopie van een olieverfschets van Peter Paul Rubens en zou ook geschilderd kunnen zijn door een leerling van de grootmeester: Mathijs van den Bergh.

### Sint-Dyonisiusbeeld
Het houten devotiebeeld van Sint-Dyonisiusbeeld is gesigneerd met H.P. Vermoedelijk gaat het hier om de brugse Hendrik Pulincs, een meester beeldwerker. Het beeld dateert uit 1719.